# VMHC Spitsbergen
De Veenendaalse Mixed Hockey Club Spitsbergen is een Nederlandse hockeyclub uit Veenendaal.
De club werd opgericht op 13 november 1982. In het seizoen 2021/22 speelt dames 1 derde klasse.  Heren 1 speelt 4e klasse en zal dat voorlopig ook blijven doen. 
VMHC Spitsbergen heeft sinds 2009 ook een G-hockey afdeling. 